# Michel Tureau
Michel Tureau, né le 27 juillet 1938 à Paris, est un acteur, scénariste et directeur artistique français.

## Biographie

### Carrière
Il est essentiellement connu pour son rôle dans la série télévisée Le Tour de France par deux enfants.

### Famille
Il est le père de la comédienne Sybille Tureau.

## Filmographie

### Cinéma

#### Acteur
- 1962 : Le Jour le plus long, réalisateurs multiples : Le radio du Commando Kieffer
- 1963 : Françoise ou la Vie conjugale d'André Cayatte : Milou
- 1964 : Les Gorilles de Jean Girault
- 1964 : L'Année du bac de Maurice Delbez et José-André Lacour : Giacomo
- 1964 : Faites sauter la banque ! de Jean Girault : Gérard Garnier
- 1964 : Le Train (The Train) de John Frankenheimer : Un résistant déguisé en soldat allemand sur un quai de gare.
- 1966 : Brigade antigangs de Bernard Borderie : Le Bosco
- 1968 : Caroline chérie de Denys de La Patellière : Un agent
- 1968 : Le Tatoué de Denys de La Patellière : Le réalisateur TV
- 1969 : Le Grand Cérémonial de Pierre-Alain Jolivet : Cavanosa
- 1971 : Biribi de Daniel Moosmann : Jean Froissard
- 1978 : Jouir! de Gérard Kikoïne : Le psychiatre
- 1991 : Sans un cri de Jeanne Labrune

#### Scénariste
- 1980 : Greta, Monica, Suzel... de Gérard Kikoïne
- 1982 : Bourgeoise et pute de Gérard Kikoïne
- 1993 : Les Veufs de Max Fischer

### Télévision

#### Acteur
- 1957-1959 : Le tour de France par deux enfants (Série TV) : André
- 1964 : Le théâtre de la jeunesse (Série TV) : Granville
- 1964-1987 : Les Cinq Dernières Minutes, de Claude Loursais (Série TV) : Jean-Claude / Michel Chauffourniol / Un clochard
- 1965 : La Famille Green d'Abder Isker : Jack
- 1965 : Les Jeunes Années de Joseph Drimal (Série TV) : Patrice Bizet
- 1966 : Le train bleu s'arrête 13 fois de Michel Drach (Série Tv) : Daniel
- 1967 : Au théâtre ce soir : Docteur Glass ou le médecin imaginaire de Hans Weigel, mise en scène Christian Alers, réalisation Pierre Sabbagh, Théâtre Marigny : Franck Vandermill
- 1968 : Les Enquêtes du commissaire Maigret de Michel Drach, épisode : L'Inspecteur Cadavre (Série TV) : Louis Fillou
- 1969 : Le Songe d'une nuit d'été de Jean-Christophe Averty (Téléfilm) : Puck
- 1972 : Rue de Buci (Téléfilm) : Vincent
- 1976 : Robert Macaire (Téléfilm) : Charles, l'aubergiste
- 1980 : Papa Poule (Série TV) : Lambert
- 1982 : Médecins de nuit d' Emmanuel Fonlladosa, épisode : Quingaoshu (série télévisée) : Le clochard

## Théâtre
- 1962 : Le Temps des cerises de Jean-Louis Roncoroni, mise en scène Yves Robert, Théâtre de l'Œuvre
- 1965 : Copains Clopant de Christian Kursner, mise en scène Francis Joffo, Théâtre Charles de Rochefort, Théâtre du Gymnase
- 1965 : À travers le mur du jardin de Peter Howard, mise en scène Marc Gassot, Théâtre des Arts
- 1967 : Docteur Glass ou le médecin imaginaire de Hans Weigel, mise en scène Christian Alers, Théâtre des Célestins
- 1969 : 7 + quoi ? de François Billetdoux, Théâtre du Gymnase

## Doublage

### Cinéma

#### Films
- 1990 : Bons Baisers d'Hollywood : Raoul (Pepe Serna)
- 1998 : Urban Legend : Dean Adams (John Neville)
- 2001 : Explosion imminente : le capitaine R.J. Winters (Joe Spano)
- 2002 : Hero : Roi de Qin (Chen Daoming)
- 2013 : Copains pour toujours 2 : l'employé du magasin grande surface (Norm Crosby)
- 2022 : Ton Noël ou le mien ? (en) : Grand-père (Ram John Holder (en))

#### Films d'animation
- 1979[1] : Le Château de Cagliostro : le Comte de Cagliostro et Goemon
- 1985[2] : Vampire Hunter D : Chasseur de vampires : le Comte Lee
- 1986[3] : Arion : le narrateur / Ryucahon / Ethos
- 2008 : Kung Fu Panda : San Ping[n 1]
- 2008 : Jasper, pingouin explorateur : Dr Bloch et Rolf
- 2010 : Kung Fu Panda : Bonnes Fêtes : San Ping[n 1] (court-métrage)
- 2011 : Kung Fu Panda 2 : San Ping[n 1]
- 2016 : Kung Fu Panda 3 : San Ping[n 1]
- 2016 : Kung Fu Panda : Les Secrets du rouleau : San Ping[n 1] (court-métrage)
- 2020 : Le Dragon argenté : Deepak
- 2023 : Pattie et la colère de Poséidon : Jason

### Télévision

#### Séries télévisées
- 1995-1996 : Space 2063 : Howard Sewell (Michael Mantell)
- 1995-1997 : Murder One : Roger Garfield (Gregory Itzin)
- 1998-2001 : Sept jours pour agir : l'agent Nathan « Nate » Ramsey (Nick Searcy)
- 2002 : Los Angeles : Division homicide : Détective Ron Lu (Michael Paul Chan)
- 2016 : Major Crimes : Martin Borja (Carlos Lacamara)
- 2017 : Shooter : le prêtre (Tony Amendola)
- 2018-2019 : Star : Calvin Brown (Ben Vereen)
- 2019 : Le Nom de la rose : Alinardo de Grottaferrata (Roberto Herlitzka) (mini-série)
- 2020 : Miss Scarlet, détective privée (en) : Herr Hildegard (Richard Evans) (saison 1)
- 2021 : Squid Game : Oh Il-nam, numéro 001 (O Yeong-su) (saison 1)
- 2023 : La Petite Fille sous la neige : ? (?) (mini-série)

#### Séries d'animation
- 1992 : Les Aventures de Tintin : le docteur Müller, Szut, Bobby Smiles, Rackham le Rouge, Mitsuhirato, Baxter, Igor Wagner, Gustave Loiseau, Aristide Filoselle, Nestor Halambique, Alfred Halambique, Marc Charlet, Tharkey, Kavitch, le docteur Krollspell, Tom (le bras droit d'Allan), le lieutenant Delcourt, Walter Rizotto, le fakir, le docteur Finney, le professeur Topolino, Walter et voix additionnelles
- 1994-1995 : Doug : Joseph Valentine
- 1995 : Un chien des Flandres : divers rôles
- 1995 : Moldiver[4] : Pr Amagi et le Dr Machingal (OAV)
- 1995 : Dominion Tank Police : le docteur (OAV)
- 1996 : Tokyo Babylon : Yamagawa et Kawano (OAV)
- 1996 : Golden Boy (OAV) : le narrateur (épisode 1), M. Katsuda (épisode 2), le père de Noriko (épisode 3), le père d'Ayuko (épisode 4), l'animateur (épisode 6)
- 1996 : Les Chroniques de la guerre de Lodoss : Vagnard (OAV)
- 2011-2016 : Kung Fu Panda : L'Incroyable Légende : San Ping[n 1]
- 2018-2019 : Kung Fu Panda : Les Pattes du destin : San Ping[n 1]
- 2019[5] : Vinland Saga : voix additionnelles
- 2020 : Star Wars: The Clone Wars : Wat Tambor (épisode 124)
- 2021 : Mike Judge Presents : Tales From the Tour Bus : voix diverses (saison 1)
- 2022 : Kung Fu Panda : Le Chevalier Dragon : San Ping[n 1]

### Télévision

#### Téléfilms
- 2003 : Hélène de Troie[6]

#### Séries télévisées
- 1995-1996 : Space 2063
- 1997-1998 : Le Visiteur
- 2000-2004 : Starhunter